# Shellharbour City
Koordinaten: 34° 35′ S, 150° 48′ O

Die City of Shellharbour ist ein lokales Verwaltungsgebiet (LGA) im australischen Bundesstaat New South Wales. Das Gebiet ist 147,42 km² groß und hat etwa 76.500 Einwohner.
Shellharbour liegt an der Pazifikküste des Staates in der Region Illawarra etwa 100 km südlich der Metropole Sydney und 220 km nordöstlich der australischen Hauptstadt Canberra. Das Gebiet umfasst 20 Ortsteile und Ortschaften: Albion Park, Albion Park Rail, Barrack Heights, Barrack Point, Blackbutt, Calderwood, Dunmore, Flinders, Lake Illawarra, Macquarie Pass, Mount Warrigal, Oak Flats, Shell Cove, Shellharbour, Shellharbour City Centre, Tongarra, Warilla und Teile von Croom und Yellow Rock. Der Sitz des City Councils befindet sich im Stadtteil Shellharbour im Nordosten der LGA.

## Verwaltung
Der Shellharbour City Council hat neun Mitglieder, die von den Bewohnern der LGA gewählt werden. Je zwei Mitglieder kommen aus den vier Wards A bis D, der Vorsitzende und Mayor (Bürgermeister) wird zusätzlich von allen Bewohnern der LGA gewählt. Die vier Wahlbezirke sind unabhängig von den Ortschaften festgelegt.
Vor 2008 bestand die LGA aus sechs Wards (A bis F) und mit dem Mayor hatte der Council 13 Mitglieder. Dann wurde Shellharbour City aber vom Bundesstaat für drei Jahre unter die Verwaltung eines Administrators gestellt. Danach gab es 2011 und noch einmal 2017 außerordentliche Wahlen, bei denen von allen Bewohnern sieben Councillor gewählt wurden, die aus ihren Reihen einen Mayor bestimmten. 2021 kehrte man wieder zurück zum regulären Wahltermin und zu einer Aufteilung in Wards.

## Persönlichkeiten
- Casey Sablowski (* 1989), Hockeyspielerin
- Ellen Perez (* 1995), Tennisspielerin